# Шварц, Филипп
Филипп Шварц (нем. Philipp Schwartz; 19 июля 1894, Вершец — 1 декабря 1977, Форт-Лодердейл) — австрийский патолог, профессор университета Иоганна Вольфганга Гёте во Франкфурте-на-Майне (1927—1933), был уволен на основании национал-социалистического «Закона о восстановлении профессиональной гражданской службы» (Berufsbeamtengesetz); являлся заведующим отделением патологии Стамбульского университета (1933—1952). С 1954 года являлся патологоанатомом в больнице Уоррена (Warren State Hospital) в американском штате Пенсильвания.

## Биография
Филипп Шварц родился 19 июля 1894 года в городе Вершец. Отец Филлипа был купцом и принадлежал к реформистскому иудаизму. В 1912 году Филипп  закончил медицинское образование в Будапеште. В 1914 году поступил в венгерскую армию, которую в 1918 году покинул в звании лейтенанта. В 1919 году Филипп Шварц получил докторскую степень. Осенью 1919 года он стал ассистентом Паталогического института Франкфуртского университета.  В 1927 году стал экстраординарным профессором, а в 1930 году гражданином Германии. Но в марте 1933 года был вынужден уехать в Цюрих где основал «Чрезвычайную ассоциацию немецких ученых за рубежом». Ассоциация помогала уволенным университетским преподавателям и преследуемым ученым найти новые рабочие места по всему миру. Летом 1933 года Шварц лично организовал размещение профессоров в недавно открытом Стамбульском университете. Филипп Шварц также принял кафедру в Стамбуле. После войны Шварц в 1950-е годы планировал вернулся на свою работу во Франкфурт, но оставался там нежелательным. Последние два года жизни Шварц руководил исследовательским центром в Уоррене в штате Пенсильвания.

## Работы
- Patolojik Anatomi. Übersetzt von Muhiddin Erel. Istanbul 1939.
- İnsan Akciğer Veremi Bilgisine Giriş. [Einführung zur Kenntnis der Lungentuberkulose] Übersetzt von Muhittin Erel. Istanbul 1940 (= İstanbul Üniversitesi Yayınları. Band 129).
- Otopsi Tekniği. Istanbul 1944; 2. Auflage ebenda, 1948.
- İhtiyarlıkta Genel Patoloji Anatomik Patoloji. [Allgemeine Pathologie und pathologische Anatomie des Alters]. Istanbul 1947.
- Tüberkülozun Başlangıç Devrinde Reenfeksiyon. [Anfangsstadien der tuberkulösen Reinfektion]. Übersetzt von İlhalmi Güneral, Istanbul 1949.
- Notgemeinschaft. Zur Emigration deutscher Wissenschaftler nach 1933 in die Türkei. Hrsg. und eingeleitet von Helge Peukert. Metropolis, Marburg 1995, ISBN 3-89518-038-6.

## Комментарии
1. ↑  В 1894 году Вершец как весь Банат входил в венгерскую часть Австро-Венгрии, после Первой мировой войны эта часть Баната вошла в Югославию, сейчас это Сербия